# 吉河
吉河（法語：Guye，法語發音：[ɡi]）是法国勃艮第-弗朗什-孔泰大区索恩-卢瓦尔省的河流，是格羅訥河的左支流，长46.6千米，发源自圣埃莱娜，于格罗讷河畔萨维尼流入格罗讷河。